# Gammafly
Gammafly (Autographa gamma) är en fjäril i familjen nattflyn som har fått sitt svenska namn av den silvervita teckningen som liknar den grekiska bokstaven gamma på framvingarna. Gammafly finns över nästan hela världen, men överlever inte vintrarna i alltför svalt klimat.

## Utseende
Gammaflyet har ett vingspann på mellan 35 och 50 millimeter. Framvingarna är på ovansidan mönstrade med fält och linjer i olika storlekar i olika bruna, grå och gulvita nyanser. En iögonfallande detalj är en silvervit teckning mitt på vingen som liknar bokstaven Y eller den grekiska bokstaven gamma, γ. Bakvingens ovansida är ljusare gråbrun med ett brett mörkare brunt ytterkantsfält. På mellankroppen har den ett par bruna hårtofsar.
Larven är grön med en ljusgrön längsgående sidolinje. Den blir upp till 40 millimeter lång.

## Bildgalleri

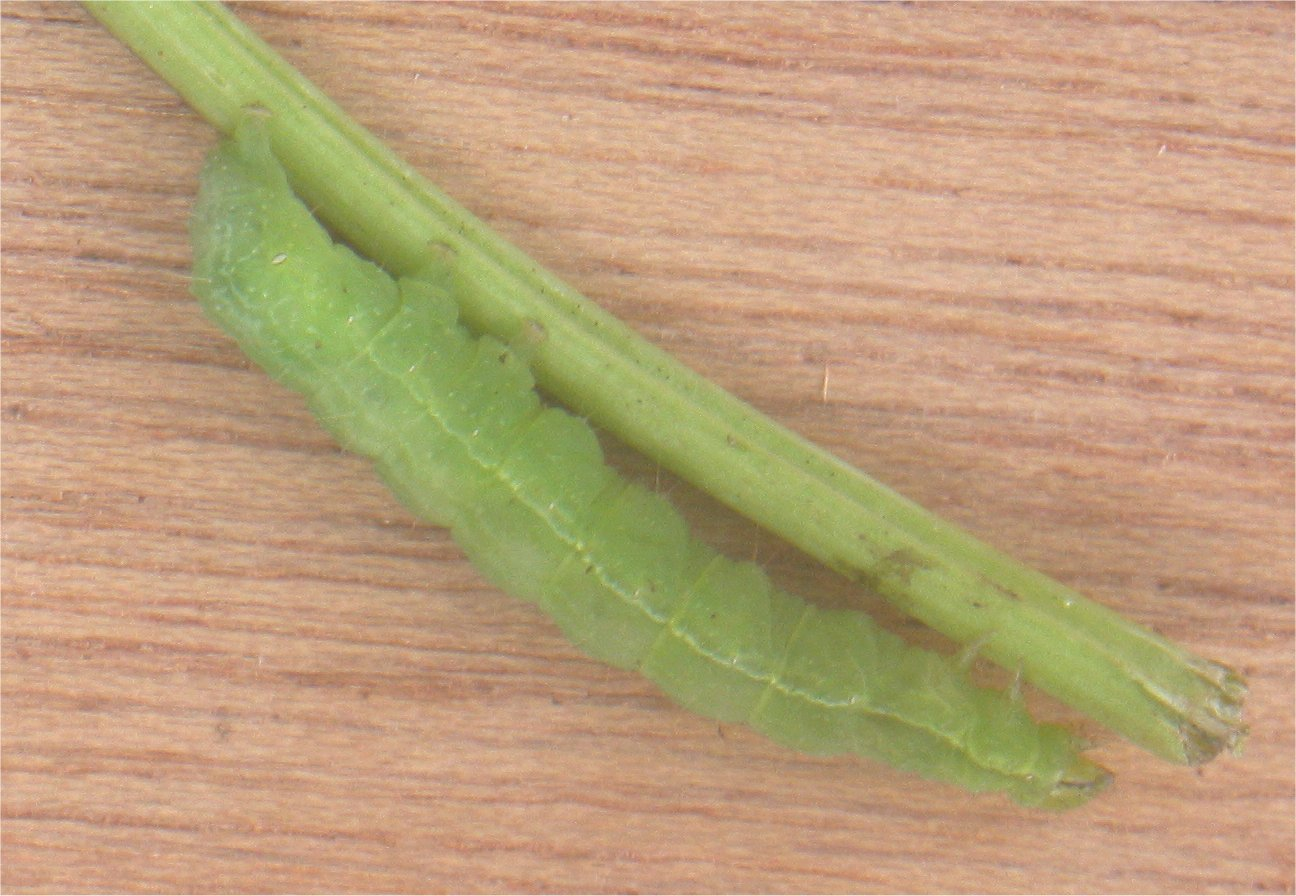
En larv av gammafly på vildmorot.
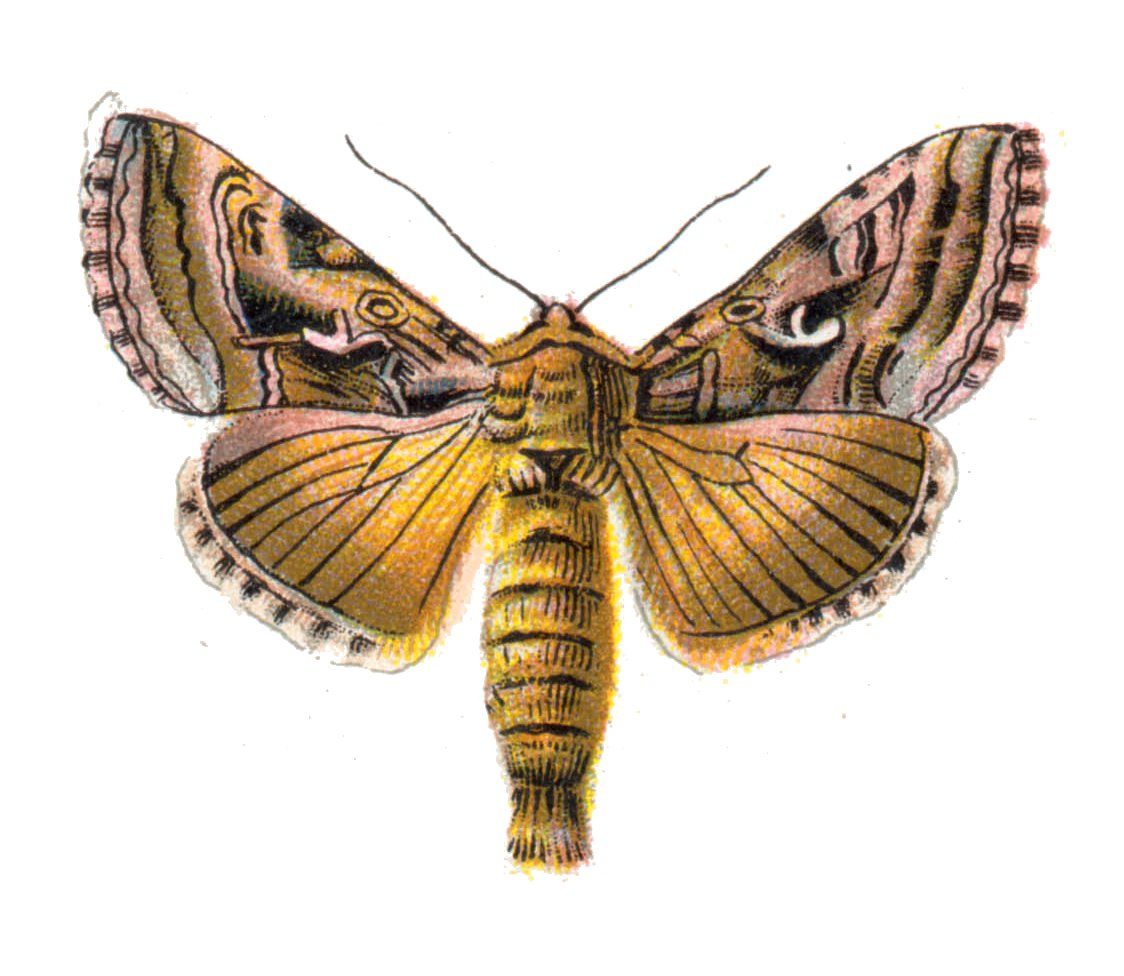
En illustration av gammafly med utbredda vingar.
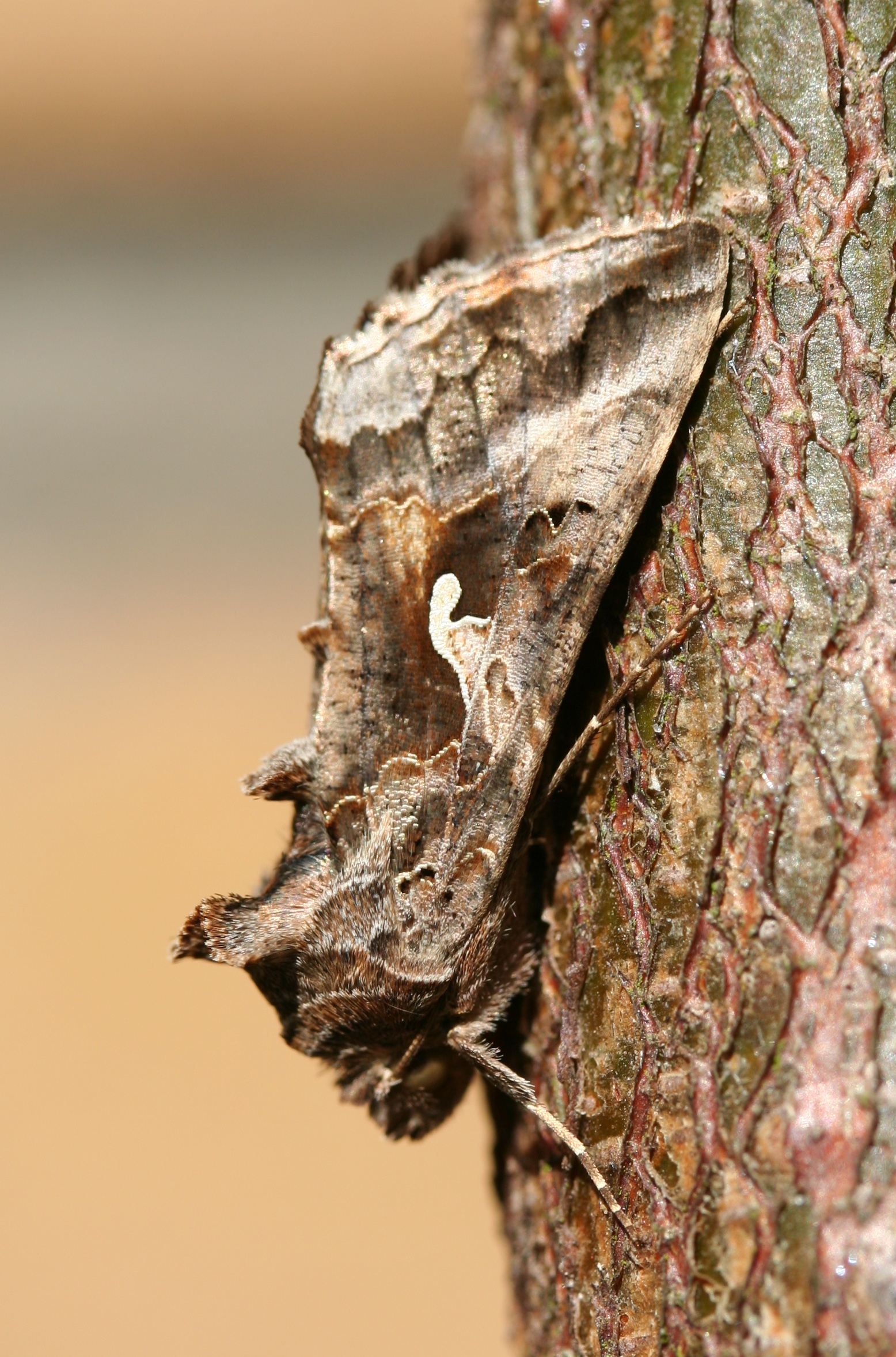
Här syns hårtofsarna den har på ryggen.

## Levnadssätt
Denna fjäril, liksom alla andra fjärilar, genomgår under sitt liv fyra olika stadier; ägg, larv, puppa och imago (fullvuxen). En sådan förvandling kallas för fullständig metamorfos.
Flygtiden, den period när fjärilen är fullvuxen, infaller i norra Europa mellan maj och oktober. Under flygtiden parar sig fjärilarna och honan lägger äggen på någon av larvens värdväxter. Ur ägget kläcks larven. Gammaflylarven har ett mycket stort antal värdväxter, som alltså är de växter den lever på och äter av. Några exempel är olika gräs och sädesslag, olika grönsaker så som spenat, gurka och lök, örter bland annat persilja, daggkåpor, tistlar och röllika och även träd och buskar exempelvis i videsläktet, vinbärssläktet och rossläktet. När larven har ätit sig fullvuxen förpuppas den och ur puppan kläcks den fullbildade fjärilen och en ny flygtid börjar.
De fullvuxna fjärilarna flyger både på dagarna och nätterna och de livnär sig på nektar från olika blommor, till exempel klöver och kaprifol.
Den pollinerar bland annat pipdån [ej källbelagd uppgift].

## Utbredning och habitat
Gammaflyet finns i nästan hela världen. Den överlever inte vintrarna i svalare klimat än tempererat, men kommer flyttande på våren till svalare områden och förökar sig i flera generationer mellan maj och oktober. Fjärilens habitat, den miljö den lever i, är alla de vitt skilda miljöer där det finns blommande växter.